# Erakor jezik
Erakor jezik (ISO 639-3: erk; južnoefatski, fate), jedan od pet centralnovanuatskih jezika, velika austronezijska porodica, koju čini zajedno s jezicima sjevernoefatski ili nakanamanga [llp], eton [etn], lelepa [lpa] i namakura [nmk] svi iz Vanuatua. 
Govori ga 6 000 ljudi (Lynch and Crowley 2001) na otoku Efate u Vanuatuu.

## Vanjske poveznice
- Ethnologue (14th)
- Ethnologue (15th)